# Infrared Mobile Communications
Infrared Mobile Communications (IrMC) ist ein Standard zur Datenübertragung und Synchronisation von mobilen Endgeräten (PDA, IPAQ, Smartphone).
Ursprünglich für eine Synchronisation über IrDA gedacht kann IrMC mittlerweile mit Bluetooth und USB verwendet werden.
Die aktuelle (und auch letzte) Protokoll-Version ist IrMC 1.1.
Bis einschließlich IrMC Level 4 wird für die Datenübertragung OBEX verwendet.

## Schichten
Die Schichten (engl. Level) von IrMC-Implementationen beziehen sich auf Fähigkeiten, die unterstützt werden.
Level 1
ist nicht viel mehr als ein einfaches object push
Level 2
erlaubt die Übertragung einer kompletten Datenbank (Kontakte, Kalender) in einem Schritt (gedacht für Backup/Restore)
Level 3
den Zugriff auf einzelne Einträge in den Datenbanken (nicht sehr weit verbreitet)
Level 4
erlaubt eine Synchronisation, wobei nur die Eintrage übertragen werden, die sich seit der letzten Synchronisation verändert haben
Level 5
soll nicht mehr auf OBEX, sondern auf SyncML basieren